# Станковецька сільська рада (Долинський район)
| Станковецька сільська рада — орган місцевого самоврядування у Долинському районі Івано-Франківської області з адміністративним центром у с. Станківці. Водоймища на території, підпорядкованій даній раді: річка Лужанка. Сільській раді підпорядковані населені пункти: - с. Станківці - с. Церковна |

## Склад ради
Рада складається з 15 депутатів та голови.

### Керівний склад ради
| ПІБ                       | Основні відомості                                                             | Дата обрання | Дата звільнення |
| ------------------------- | ----------------------------------------------------------------------------- | ------------ | --------------- |
| Курило Іван Тимофійович   | Сільський голова, 1972 року народження, освіта, безпартійний                  | 26.03.2006   | 31.10.2010      |
| Грабар Ярослава Дмитрівна | Сільський голова, 1965 року народження, освіта незакінчена вища, позапартійна | 31.10.2010   |                 |

Примітка: таблиця складена за даними джерела